# Hawke's Bay Magpies
Los Hawke's Bay Magpies son un equipo provincial profesional de Nueva Zelanda que representa a la Hawke's Bay Rugby Union de la Región de Hawke's Bay en competencias domésticas de rugby.
Participa anualmente en el National Provincial Championship.
En el Super Rugby es representado por el equipo de Hurricanes.

## Historia
Desde el año 1976 participa en la principal competición entre clubes provinciales de Nueva Zelanda, en la cual ha obtenido varios torneos de segunda división.
Durante su larga historia han enfrentado a diferentes equipos nacionales, logrando triunfos sobre Australia, Francia, Inglaterra además ha sido visitado en varias ocasiones por los British and Irish Lions logrando un récord ante ellos de 1 victorias, 8 derrotas y un empate.

## Palmarés

### Segunda División
- Championship de la Mitre 10 Cup (1): 2020
- Championship de de ITM Cup (2): 2011, 2015
- Segunda División del NPC (6): 1988, 1990, 2001, 2002, 2003, 2005
- Segunda División Norte del NPC (1): 1979

## Jugadores emblemáticos
- Bill Davis
- Jimmy Mill
- Israel Dagg
- Brodie Retallick
- Ben Franks